# لوك ماثيسون
لوك ماثيسون (بالإنجليزية: Luke Matheson)‏ هو لاعب كرة قدم بريطاني في مركز الدفاع، ولد في 3 أكتوبر 2002 في روتشديل في المملكة المتحدة. لعب مع نادي روتشديل.

## وصلات خارجية
- لوك ماثيسون على موقع قاعدة بيانات كرة القدم.إي يو (الإنجليزية)
- لوك ماثيسون على موقع Soccerway.com (الإنجليزية)
- لوك ماثيسون على موقع عالم كرة القدم.نت (الإنجليزية)